# Nymphen-Strandflieder
Der Nymphen-Strandflieder (Limonium nymphaeum) ist eine Pflanzenart aus der Gattung der Strandflieder (Limonium).

## Merkmale
Der Nymphen-Strandflieder ist eine ausdauernde krautige Pflanze, die Wuchshöhen von 5 bis 12 Zentimeter erreicht. An den dicht verzweigten Stämmchen finden sich viele kleine Rosetten. Die Blätter sind schmal keilförmig, 7 bis 25 Millimeter lang und haben einen leicht umgebogenen Rand. Ihre Oberseite ist fein warzig, die Mittelrippe ist eingesenkt. Der Blütenstand hat keine Flügel, seine Äste sind nach oben gerichtet. Der Kelch ist 5 bis 6 Millimeter groß, die Kelchzähne sind gerundet. Die Kronblätter sind 7 bis 8 Millimeter groß und rot- bis blauviolett.
Die Blütezeit reicht von Juli bis Oktober.
Die Chromosomenzahl beträgt 2n = 18.

## Vorkommen
Der Nymphen-Strandflieder kommt auf Sardinien auf felsigen Sandstränden und Felsküsten vor.